# 의현 (대한민국)
의현(1936년 ~ )은 대한민국에서 활동하는 대한불교조계종 소속의 승려로, 전 25대, 26대 총무원장이다.

## 생애
- 1936년 : 대구에서 출생
- 1952년 : 해인사에서 상월 스님을 은사로 수계
- 1969년 12월 : 제2대 중앙종회의원 보궐선거 당선, 이후 3대 ~ 8대로 연이어 선출.
- 1967년 : 대승사 주지, 이후 은해사, 동화사 주지 역임
- 1980년 10월 27일 : 신군부 만행을 규탄하다가 보안사 서빙고실에서 1달 간 고문을 당하는 법난을 당함
- 1981년 6월 : 7대 중앙종회의장
- 1983년 1월 : 중앙종회의장
- 1986년 8월 : 25대 조계종 총무원장
- 1990년 6월 22일 : 제26대 총무원장으로 당선[2]